# Клястицкое сельское поселение
Кля́стицкое се́льское поселе́ние — муниципальное образование в Троицком районе Челябинской области Российской Федерации. В рамках административно-территориального устройства муниципальное образование  соответствует административно-территориальной единице Клястицкий сельсовет.
Административный центр — село Клястицкое.

## История
Статус и границы сельского поселения установлены Законом Челябинской области от 28 октября 2004 года № 315-ЗО «О статусе и границах Троицкого муниципального района и сельских поселений в его составе»

## Население
| 2002  | 2010  | 2011  | 2012  | 2013  | 2014  | 2015  |
| ----- | ----- | ----- | ----- | ----- | ----- | ----- |
| 3292  | ↘2337 | ↘2333 | ↘2301 | ↗2313 | ↘2280 | ↗2286 |
| 2016  | 2017  | 2018  | 2019  | 2020  | 2021  |       |
| ↘2282 | ↘2254 | ↘2242 | ↘2201 | ↘2157 | ↘2098 |       |

## Состав сельского поселения
| № | Населённый пункт | Тип населённого пункта       | Население |
| - | ---------------- | ---------------------------- | --------- |
| 1 | Клястицкое       | село, административный центр | ↗1245     |
| 2 | Кумысное         | посёлок остановочного пункта | ↗84       |
| 3 | Кумысное         | посёлок                      | ↘302      |
| 4 | Лебедевка        | посёлок                      | ↘200      |
| 5 | Плодовый         | посёлок                      | ↗506      |
| 6 | Бугристое        | посёлок                      | ↗183      |

Упразднены - Мельничный (в 2023)